# بيتر دميانوفيتش أوسبنسكي
بيتر دميانوفيتش أوسبنسكي (بالروسية: Пётр Демья́нович Успе́нский) أو Pyotr Demianovich Ouspenskii (بالإنجليزية: Peter D. Ouspensky)‏
ولد 1878 وتوفي 1947 عالم رياضيات روسي وباطني عرف بتفسيراته للمعلم الوناني الأرمني للمذهب الباطني جورج غوردجييف الذي التقاه في موسكو في 1915 وأصبح مرتبطًا بأفكار وممارسات غوردجييف من وقتها، وشارك «نظام» غوردجييف في بريطانيا والولايات المتحدة لمدة 25 سنة بعد أن أنفصل شخصيًا عن غوردجييف في 1924 لأسباب شرحها في الفصل الأخير من كتابه البحث عن الخارق In Search of the Miraculous، وبالمجمل استمر أسبينسكي بدراسة نظام غوردجييف بإشراف غوردجييف شخصيًا لمدة عشر سنوات، من 1914 إلى 1924، ويشكل كتابه البحث عن الخارق تفصيلًا لما تعلمه في هذه السنوات العشر، وفي محاضرة ألقها في لندن عام 1924 أعلن أنه سيستمر مستقلًابالطريقة التي بدأها في 1921، ويقول البعض ومنهم تلميذه رودني كولن أنه ترك هذا النظام بالنهاية في عام 1947 قبل وفاته، لكن تسجيلاته التي نشرت بعد وفاته لا تظهر هذا 

## النشأة
ولد أوسبينسكي في خاركوف، التي تدعى اليوم بأوكرانيا، في العام 1878. درس عام 1890 في مدرسة موسكو التحضيرية الثانية، وهي مدرسة حكومية يحضرها صبيان تتراوح أعمارهم بين 10 و18 عامًا. في السادسة عشرة من عمره، طرد من المدرسة لرسمه على الجدران أمام أعين مراقب زائر. منذ ذلك الحين، كان تقريبًا بمفرده. في عام 1906، عمل في مكتب تحرير صحيفة ذا مورنينغ في موسكو. في عام 1907 أصبح مهتمًا بالثيوصوفية. في خريف عام 19013 أصبح عمره 35 سنة، وجاب الشرق بحثُا عن الخوارق. زار الصوفيين في أديار، إلا أنه اضطر للعودة إلى موسكو بعد بداية الحرب الكبرى (الحرب العالمية الأولى). في موسكو، التقى غوردجييف وتزوج صوفي غريغوريفنا ماكسيمنكو. كانت له عشيقة اسمها آنا إلينيشنا بوتوفسكي.

## مسيرته المهنية
خلال سنوات عمله في موسكو، كتب أوسبينسكي لعدة صحف، وأولى اهتمامًا على وجه خاص بالفكرة الشائعة في ذلك الوقت حول البعد الرابع. صدر أول عمل له في عام 1909 تحت عنوان «البعد الرابع». تأثر بالأفكار التي سادت أعمال تشارلز إتش هينتون، الذي تعامل مع البعد الرابع كامتداد للفضاء. نظر أوسبينسكي إلى الزمن كبعد رابع فقط بشكل غير مباشر في رواية كتبها بعنوان «الحياة الغريبة لإيفان أوسوكين» التي استقصى فيها نظرية العود الأبدي.
صدر العمل الثاني لأوسبينسكي، تيريوم أورغانوم، في عام 1912. تنكر فيه من الواقع الكلّي للزمان والمكان، ونفى الصيغة المنطقية لأرسطو حول «ألف هي ألف»، مستنتجًا في «منطقه الأعلى» أن ألف هي ألف وضد-الألف. دون علم أوسبينسكي، أخذ مهاجر روسي يدعى نيكولاس بيسارابوف نسخة من تيريوم أورغانوم إلى أمريكا ووضعها في أيدي المعماري كلود براغدون الذي استطاع قراءة الروسية وأبدى اهتمامًا بالبعد الرابع. ترجم براغدون كتاب تيريوم أورغانوم إلى اللغة الإنجليزية الذي أضاف تصميمه الخاص للمكعب الفائق في مبنى غرفة تجارة روشستر. نشر براغدون الكتاب أيضًا ولقي هو والمنشور نجاحًا باهرًا حتى اشترته دور نشر ألفرد إيه. نوبف. في ذلك الوقت، في أوائل عشرينيات القرن العشرين، كان مكان أوسبينسكي مجهولا. وجده براغدون في القسطنطينية ودفع له بعض الأتعاب الأدبية.
سافر أوسبينسكي في أوروبا والهند الشرقية وسيلان (سريلانكا اليوم) والهند بحثًا عن المعرفة. بعد عودته إلى روسيا ومعرفته بغوردجييف عام 1915، أمضى السنوات القليلة القادمة بالدراسة معه، ودعم إنشاء مدرسة.
قُبيل عام 1914، كان أوسبينسكي قد كتب ونشر عددًا من المقالات. في عام 2017، حدّث تلك المقالات لتشمل «التطورات الأخيرة في الفيزياء» وأعاد نشرها في كتاب باللغة الروسية بعنوان «نموذج جديد للكون». يُظهر العمل، كما ينعكس في عنوانه، تأثير فرانسيس بيكون وماكس مولر، ووصف عمله بمحاولة للتوفيق بين الأفكار من العلوم الطبيعية والدراسات الدينية والغيبيات في تقليد غوردجييف والثيوصوفية. كان من المتصور ضياع ذلك الكتاب في أعمال العنف خلال الثورة الروسية، لكن أعيد نشره إلى الإنجليزية (دون علم أوسبينسكي) عام 1931. جذب هذا العمل اهتمام عدد من الفلاسفة وكان أساسًا مرجعيًا مقبولًا على نطاق واسع في دراسة الميتافيزيقيات. سعى أوسبينسكي إلى تجاوز حدود الميتافيزيقية عبر «أسلوبه النفسي»، الذي عرفه بأنه  «معايرة أدوات الفهم البشري لاستخلاص المعنى الحقيقي للشيء نفسه». (إعادة صياغة الصفحة 75) تبعًا لأوسبينسكي: «فكرة الباطنية.. تفرض أن الغالبية العظمى من أفكارنا ليست نتاج التطور بل نتاج انحطاط الأفكار التي كانت موجودة في وقت ما أو لا تزال موجودة في مكان ما في أشكال أعلى وأشد وأكمل بكثير». (صفحة 47) قدم الكتاب أيضا مناقشة أصلية بشأن الطبيعة والتعبير عن الجنسانية؛ في معرض كلامه، رسم حدًا فاصلًا بين الجنسية والتصوير الإباحي[بحاجة لمصدر]

## روابط خارجية
- بيتر دميانوفيتش أوسبنسكي على موقع الموسوعة البريطانية (الإنجليزية)
- بيتر دميانوفيتش أوسبنسكي على موقع إن إن دي بي (الإنجليزية)